# Conus fuscoflavus
Espèce
Statut de conservation UICN

 LC  : Préoccupation mineure
Conus fuscoflavus est une espèce de mollusques gastéropodes marins de la famille des Conidae.
Comme toutes les espèces du genre Conus, ces escargots sont prédateurs et venimeux. Ils sont capables de « piquer » les humains et doivent donc être manipulés avec précaution, voire pas du tout.

## Description
La taille d'une coquille adulte varie entre 15 mm et 28 mm.

## Distribution
Cette espèce marine se trouve dans l'océan Atlantique au large du Cap-Vert. 

### Niveau de risque d’extinction de l’espèce
Selon l'analyse de l'UICN réalisée en 2011 pour la définition du niveau de risque d'extinction, cette espèce est endémique aux îles du Cap-Vert où elle a été trouvée le long de la côte nord et nord-ouest de Boavista. Bien que Boavista soit prévue pour de grands projets d'infrastructure touristique, y compris une route pavée rayonnant à partir de Sal Rei, l'aire de répartition de l'espèce ne se situe pas dans cette zone. Il y a une petite station balnéaire près d'un site Derrubado, mais elle n'est pas considérée comme une menace pour le moment. Le prélèvement pour le commerce des coquillages est limité, et en tant que tel, il n'est pas considéré comme une menace. L'espèce est actuellement considérée comme une préoccupation mineure, mais si la zone est développée, ou si une route est construite, le statut de conservation doit être réévalué.

## Taxonomie

### Publication originale
L'espèce Conus fuscoflavus a été décrite pour la première fois en 1980 par les malacologistes Dieter Röckel (d) (1922-2015), Emilio Rolán Mosquera (d) (1935-) et António Monteiro (1951-),.

### Synonymes
- Africonus cristinapessoae T. Cossignani & Fiadeiro, 2017 · non accepté
- Africonus fantasmalis (Rolán, 1990) · non accepté
- Africonus fuscoflavus (Röckel, Rolán & Monteiro, 1980) · appellation alternative
- Africonus gallopalvoi T. Cossignani & Fiadeiro, 2017 · non accepté
- Africonus messiasi (Rolán & F. Fernandes, 1990) · non accepté
- Africonus silviae T. Cossignani, 2014 · non accepté
- Africonus tarafensis T. Cossignani & Fiadeiro, 2018 · non accepté
- Conus (Lautoconus) fantasmalis Rolán, 1990 · non accepté
- Conus (Lautoconus) fuscoflavus Röckel, Rolán & Monteiro, 1980 · appellation alternative
- Conus (Lautoconus) messiasi Rolán & F. Fernandes, 1990 · non accepté
- Conus (Lautoconus) silviae (T. Cossignani, 2014) · non accepté
- Conus fantasmalis Rolán, 1990 · non accepté
- Conus messiasi Rolán & F. Fernandes, 1990 · non accepté
- Conus silviae (T. Cossignani, 2014) · non accepté

## Identifiants taxonomiques
- Ressources relatives au vivant :   - Global Biodiversity Information Facility
  - iNaturalist
  - Interim Register of Marine and Nonmarine Genera
  - SeaLifeBase
  - Union internationale pour la conservation de la nature
  - World Register of Marine Species

Chaque taxon catalogué par les bases de données biologiques et taxonomiques possède un identifiant qui permet d'établir un point de référence. Les identifiants de Conus fuscoflavus dans les principales bases sont les suivants :
CoL : XXFN - GBIF : 5728261 - iNaturalist : 150341 - IRMNG : 10810811 - TAXREF : 153712 - UICN : 192858 - WoRMS : 224879